# Aldeia da Ribeira
Aldeia da Ribeira é uma povoação portuguesa do Município do Sabugal que foi sede da extinta Freguesia de Aldeia da Ribeira, freguesia que tinha 28,69 km² de área e 131 habitantes (2011), e, por isso, uma densidade populacional de 4,6 hab/km². 
A Freguesia de Aldeia da Ribeira foi extinta (agregada) pela reorganização administrativa de 2012/2013, tendo o seu território sido agregado ao das Freguesias de Vilar Maior e Badamalos para criar a União de Freguesias de Aldeia da Ribeira, Vilar Maior e Badamalos.
Para além da sede, a Freguesia de Aldeia da Ribeira era também constituída pelas povoações de Batocas e Escabralhado.

## População
| Totais e grupos etários | Totais e grupos etários | Totais e grupos etários | Totais e grupos etários | Totais e grupos etários | Totais e grupos etários | Totais e grupos etários | Totais e grupos etários | Totais e grupos etários | Totais e grupos etários | Totais e grupos etários | Totais e grupos etários | Totais e grupos etários | Totais e grupos etários | Totais e grupos etários | Totais e grupos etários |
| ----------------------- | ----------------------- | ----------------------- | ----------------------- | ----------------------- | ----------------------- | ----------------------- | ----------------------- | ----------------------- | ----------------------- | ----------------------- | ----------------------- | ----------------------- | ----------------------- | ----------------------- | ----------------------- |
|                         | 1864                    | 1878                    | 1890                    | 1900                    | 1911                    | 1920                    | 1930                    | 1940                    | 1950                    | 1960                    | 1970                    | 1981                    | 1991                    | 2001                    | 2011                    |
|                         | 495                     | 546                     | 558                     | 567                     | 626                     | 610                     | 653                     | 756                     | 800                     | 817                     | 359                     | 312                     | 246                     | 198                     | 131                     |
| i)                      |                         |                         |                         |                         |                         |                         |                         |                         |                         |                         |                         |                         |                         | 9                       | 4                       |
| ii)                     |                         |                         |                         |                         |                         |                         |                         |                         |                         |                         |                         |                         |                         | 17                      | 6                       |
| iii)                    |                         |                         |                         |                         |                         |                         |                         |                         |                         |                         |                         |                         |                         | 87                      | 53                      |
| iv)                     |                         |                         |                         |                         |                         |                         |                         |                         |                         |                         |                         |                         |                         | 85                      | 68                      |

```
i)
 0 aos 14 anos;
 ii)
 15 aos 24 anos; 
iii)
 25 aos 64 anos; 
iv)
 65 e mais anos	
```

## Património
- Igreja Paroquial de São Pedro - Data possivelmente do séc. XIX-XX;
- Capela de Santo António;
- Capela de Santo Antão;
- Capela de São João.